# Polygala alpina
Polygala alpina är en jungfrulinsväxtart som först beskrevs av Dc., och fick sitt nu gällande namn av Steudel. Polygala alpina ingår i släktet jungfrulinssläktet, och familjen jungfrulinsväxter. Utöver nominatformen finns också underarten P. a. ansotana.

## Bildgalleri

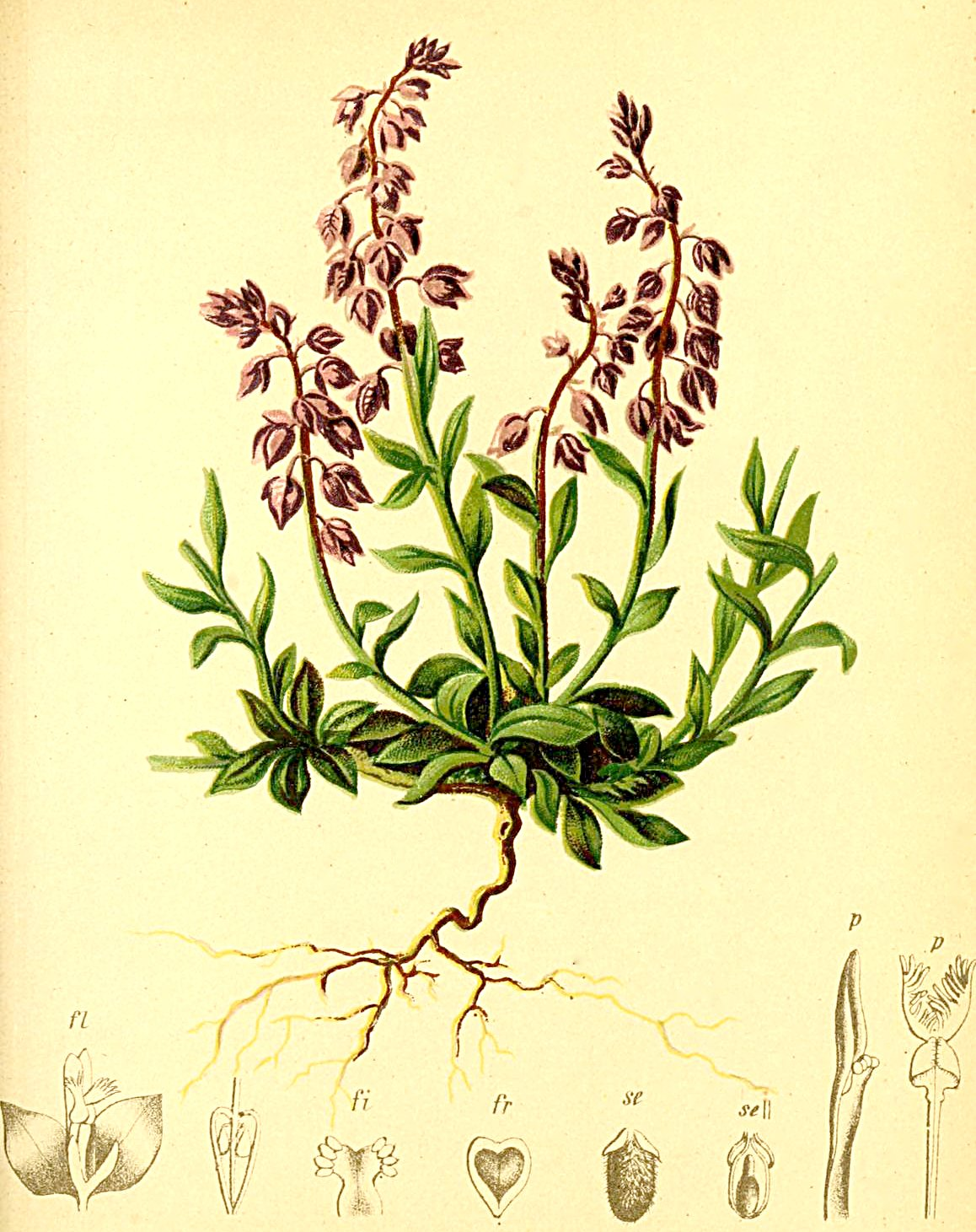